# 슈체친 석호

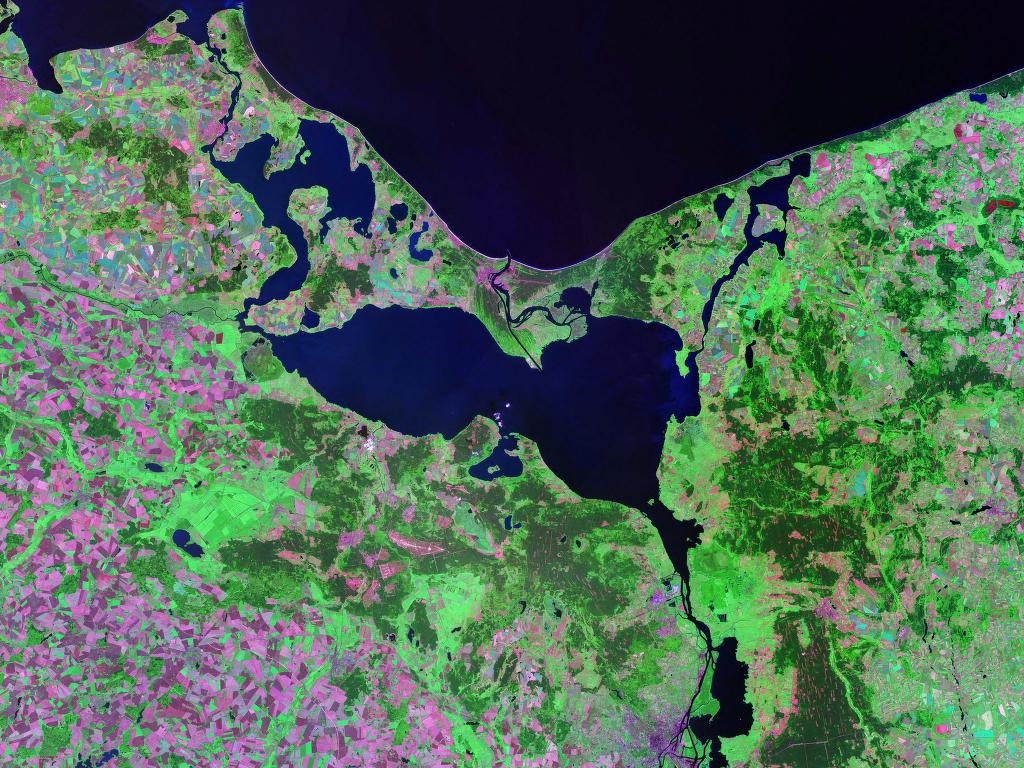
슈체친 석호의 위성 사진

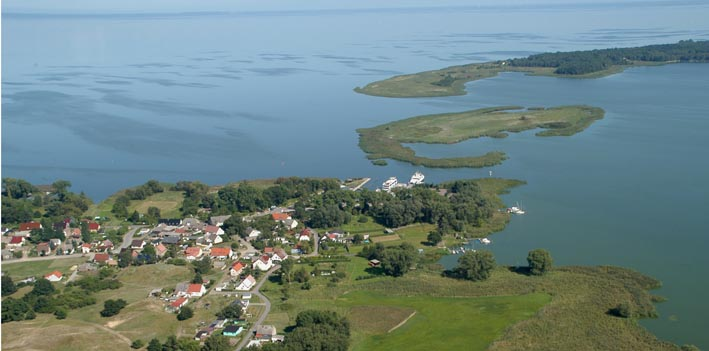
독일 알트바르프(Altwarp) 마을에서 본 슈체친 석호

슈체친 석호(폴란드어: Zalew Szczeciński, 독일어: Stettiner Haff) 또는 오데르 석호(독일어: Oderhaff)은 발트해에 위치한 석호로 면적은 687km2, 길이는 52km, 너비는 22km, 평균 수심은 3.8m, 최대 수심은 8.5m, 저수량은 2.58km3이다. 독일과 폴란드 국경 사이에 위치하며 오데르강 어귀와 접한다.
석호 서반부는 "작은 석호"(독일어: Kleines Haff 클라이네스 하프[*], 폴란드어: Mały Zalew 마위 잘레프[*]), 석호 동반부는 "큰 석호"(폴란드어: Wielki Zalew 비엘키 잘레프[*], 독일어: Großes Haff 그로세스 하프[*])라고 부른다. 북쪽으로는 발트해 포메라니아만과 접하고 있고 페네슈트롬 해협(Peenestrom), 시비나강(Świna), 지브나 해협(Dziwna)과 연결되어 있다. 이들 해협은 독일, 폴란드 본토와 우제돔섬, 볼린섬을 갈라놓고 있다.
슈체친 석호의 수역 가운데 약 94%는 오데르강에서 유입되며 포메라니아만으로 빠져나갈 때까지 평균 55일 정도 석호에 머무른다. 슈체친 석호의 주요 산업은 어업이다. 수상 스포츠, 해변, 포도주 양조장, 협궤 철도, 박물관, 성곽 유적으로 유명한 관광지로서 도보 여행, 자전거 여행을 즐기는 관광객이 몰린다.

## 같이 보기
- 비스툴라 석호
- 쿠로니아 석호